# Kazuma Inoue
Kazuma Inoue (født 9. januar 1990) er en japansk tidligere professionel fodboldspiller.
Han har spillet for flere forskellige klubber i sin karriere, herunder YSCC Yokohama.